# 努斯特罗
努斯特罗是德国梅克伦堡-前波美拉尼亚州的一个市镇。总面积6.94平方公里，总人口164人，其中男性89人，女性75人（2011年12月31日），人口密度24人/平方公里。